# Rajabhat-Universität Sakon Nakhon
Die Rajabhat-Universität Sakon Nakhon (thailändisch มหาวิทยาลัยราชภัฏสกลนคร, im englischen Sprachgebrauch Sakon Nakhon Rajabhat University, kurz SNRU) ist eine öffentliche Universität im Rajabhat-System von Thailand.

## Lage

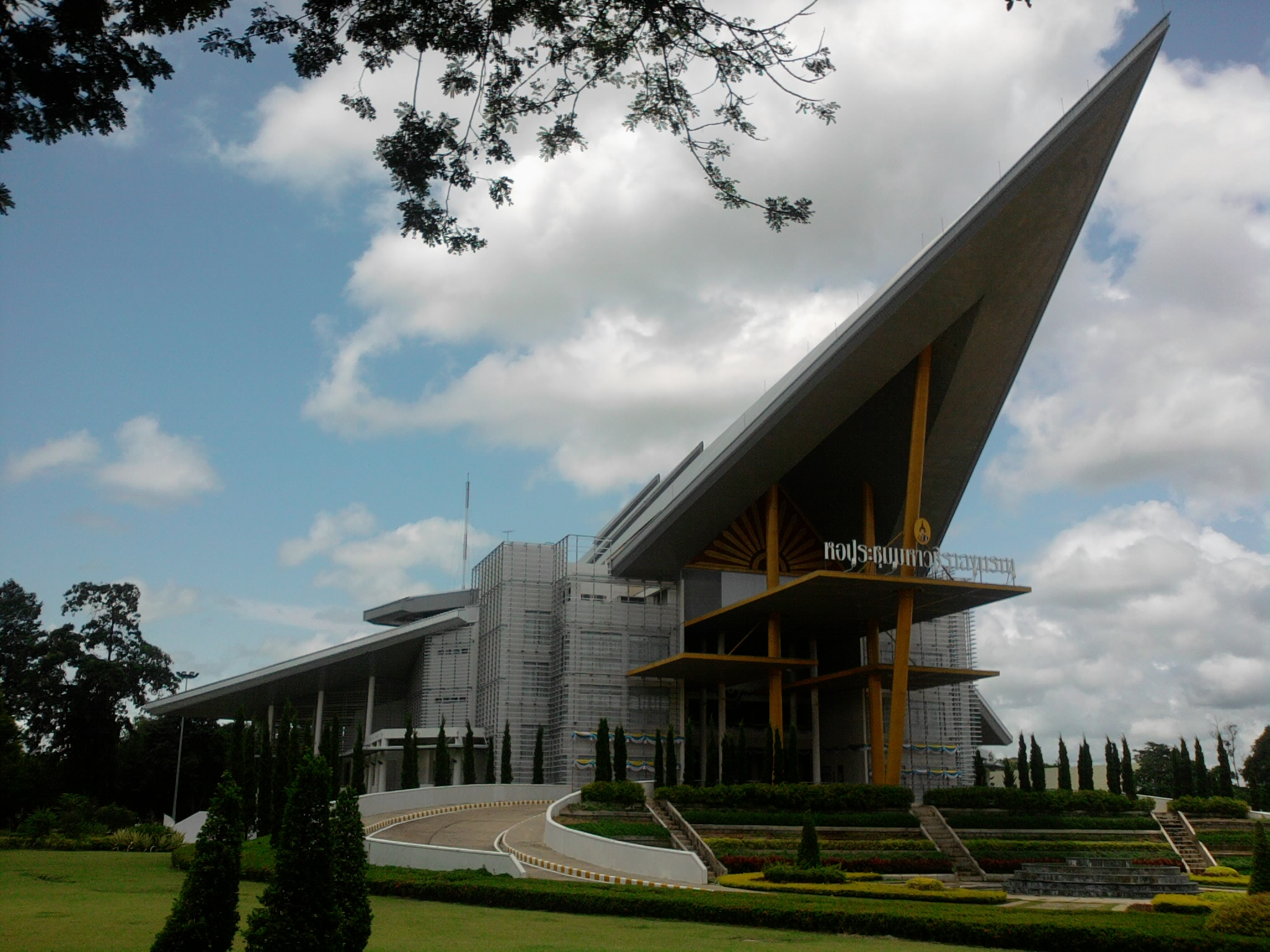
Hauptauditorium

Das Universitätsgelände liegt im Landkreis (Amphoe) Mueang Sakon Nakhon etwa 6 Kilometer nordwestlich des Stadtzentrums von Sakon Nakhon an der Schnellstraße nach Udon Thani. Sakon Nakhon liegt in der Nordostregion von Thailand, ungefähr 70 Kilometer von der Landesgrenze zu Laos.

## Geschichte
Die Sakon Nakhon Rajabhat Universität wurde am 17. Juli 1964 als Lehrerkolleg/Pädagogische Schule gegründet. Sechs Jahre später, im Jahr 1970, wurde die Schule zum Sakon Nakhon Lehrer-Kolleg ernannt, 1975 wurde am Kolleg erstmals ein Bachelor-Abschluss angeboten. Darauf folgend wurde 1995 vom König bekannt gegeben, dass alle Lehrer-Kollegs landesweit zu Rajabhat-Instituten umbenannt werden, bevor sie dann am 15. Juni 2004 denn Status einer Universität erhielten.

## Allgemeines
An der Universität sind derzeit 14.801 Studenten an sechs Fakultäten eingeschrieben, mit 113 internationalen Studenten.
Die Universität unterhält internationale Beziehungen und Austauschprogramme zur: Edith Cowan University, in Perth; Washington State University, in Pullman; University of Quang Binh, in Quang Binh; University of Quang Tri, in Quang Tri.
Präsident der Universität ist Herr Panya Mahachai (thailändisch นายปัญญา มหาชัย).

### Symbole
Die Universitätsfarben sind Grün und Pink, der Universitätsbaum ist die Röhren-Kassie Cassia fistula. Das Emblem der Universität besteht aus den Farben: Blau, Grün, Gold, Orange und Weiß, wobei jede Farbe eine eigene Bedeutung hat:
- Das Blau steht für das Königtum und stellt den Bezug her, dass der Name Rajabhat Universitäten vom König stammt.
- Das Grün steht für die 40 Standorte der Rajabhat Universitäten und der auserlesenen naturgemäßen Umgebung.
- Das Gold bedeutet Intellektueller Reichtum.
- Das Orange steht für die lokalen Künste und kulturellen Verzierung aller Rajabhat Universitäts-Standorte.

## Akademische Einrichtungen
Die Universität besitzt sechs Fakultäten mit Bachelor-Studiengängen, Master-Studiengängen und Promotionsstudiengängen.
- Fakultät für Pädagogik
- Fakultät für Human- und Sozialwissenschaften
- Fakultät für Naturwissenschaften und Technologien
- Fakultät für Betriebswirtschaft und Management
- Fakultät für Industrietechnologien
- Fakultät für Agrarwissenschaften